# Dubrauka (sielsowiet Mieżawa)
Dubrauka (biał. Дубраўка; ros. Дубровка, Dubrowka, pol. hist. Dubrowka) – wieś na Białorusi, w obwodzie witebskim, w rejonie orszańskim, w sielsowiecie Mieżawa, obok drogi magistralnej M1.

## Historia
W XIX i w początkach XX w. folwark położony w Rosji, w guberni mohylewskiej, w powiecie orszańskim. Następnie w granicach Związku Sowieckiego. Od 1991 w niepodległej Białorusi.